# Programa de Pesquisas Ecológicas de Longa Duração
O Programa de Pesquisas Ecológicas de Longa Duração (PELD) é um projeto do Governo Federal que, desde 1999, forma uma rede de sítios de referência para a pesquisa científica no tema de Ecologia de Ecossistemas. Através do PELD, o CNPq fomenta a geração de conhecimento qualificado sobre os ecossistemas brasileiros e a biodiversidade que abrigam. O PELD estimula ainda a transferência do conhecimento gerado para a sociedade civil, visando contribuir para o desenvolvimento ambientalmente sustentável do país.
Os sítios PELD são áreas de referência para a pesquisa ecológica no Brasil. Localizam-se nos mais diversos ecossistemas do país, incluindo áreas preservadas e não-preservadas, onde são desenvolvidos estudos dos mais diversos no tema da ecologia, desde longas séries temporais de dados sobre os ecossistemas e suas biotas associadas, até pesquisas temáticas de menor duração. Os sítios PELD tem papel destacado na formação de recursos humanos especializados (nível de pós-graduação, principalmente), constituindo polos de nucleação de grupos de pesquisa.